# 레이디 마가리타 암스트롱존스
레이디 마가리타 엘리자베스 로즈 앨린 암스트롱존스(Lady Margarita Elizabeth Rose Alleyne Armstrong-Jones, 2002년 5월 14일 ~ )는 영국 왕실의 친척이다. 그녀는 영국 왕녀 마거릿의 손녀이자 엘리자베스 2세 여왕의 종손녀이다. 2025년 현재, 그녀는 영국 왕위 계승 서열 28위이다. 그녀는 2011년 윌리엄 왕자와 캐서린 미들턴의 결혼식에서 신부 들러리를 섰고, 공개 행사에 왕실 구성원들을 동행한다. 레이디 마가리타는 보석 디자이너이자 맞춤형 보석 레이블 마티타의 제작자이다. 2023년, 그녀는 타일러 5월호의 커버 걸이었다.